# Cagliostro (film 1920)
Cagliostro (Der Graf von Cagliostro) è un film muto del 1920 diretto da Reinhold Schünzel qui al suo esordio nella regia. Schünzel, che produsse il film, firmò anche la sceneggiatura e rivestì i panni del protagonista, il conte di Cagliostro.

## Produzione
Il film fu prodotto da Victor Micheluzzi e Reinhold Schünzel per la Lichtbild-Fabrikation Schünzel-Film (Berlin), Vereinigte Filmindustrie Micheluzzi & Co (Micco-Film) (Wien).

## Distribuzione
In Germania, il film uscì in sala il 7 gennaio 1920 con il titolo originale Der Graf von Cagliostro. In Austria, venne presentato in prima al Busch-Kino di Vienna il 21 dicembre 1920.